# Rød fluesvamp
Rød fluesvamp (Amanita muscaria) er en af de store, danske hatsvampe. Fluesvampe er svampe med karakteristiske fællestræk: Skæl på hatten, lameller, ring (normalt tydelig) på stokken, knold og skede ved basis. Hos rød fluesvamp kan hatten blive op til 20 cm, farven er dybrød (i meget regnfulde perioder dog afbleget) med hvide eller grålige skæl, der ofte er strøet ud over svampen som pudder.

## Anvendelse
Rød fluesvamp er en populær svamp i juledekorationer. Den beskrives som svagt giftig, Man bør dog ikke spise for meget da den i større mængde kan give hjerteproblemer. Den menes at have en euforiserende virkning, og der findes en del eksempler på, at den er blevet benyttet som rusmiddel. På længere sigt kan den medvirke til udvikling af problemer med væskebalancen. Desuden kan indholdet af stoffer i de enkelte svampe svinge en del, f.eks. hvis svampen tørres ændres virkningen også.
Tørret Rød fluesvamp har været brugt som fluegift, udblødt i en skål med mælk, Virkningen beror på indholdet af ibotensyre og måske muscimol.
- Rød fluesvamp, Amanita muscaria
- Delvist spist rød fluesvamp
- Rød fluesvamp i skovbunden